# Bank of America Plaza (Dallas)
Bank of America Plaza ist der Name eines Wolkenkratzers im texanischen Dallas.
Es wurde von 1983 bis 1985 als Dallas Main Center (später Nations Bank Plaza) gebaut und ist mit einer Höhe von 281 Metern das höchste Gebäude in Dallas, das dritthöchste im Staat Texas sowie das 47-höchste in den USA. Er ist der einzige tatsächlich gebaute Turm von geplanten vier Türmen. Es wurde vom Architektenbüro JPJ Architects Inc. und HLM Design entworfen.
Es war eines der ersten Gebäude in den USA, die den Energy Star für die Energieeffizienz erhielten.

## Weblinks

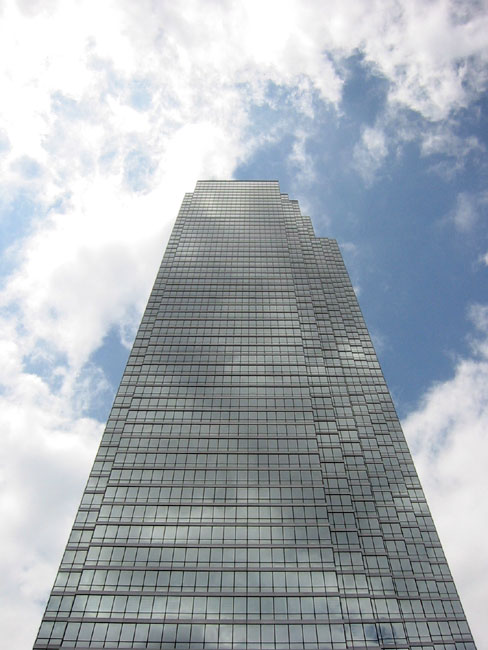
Blick von unten

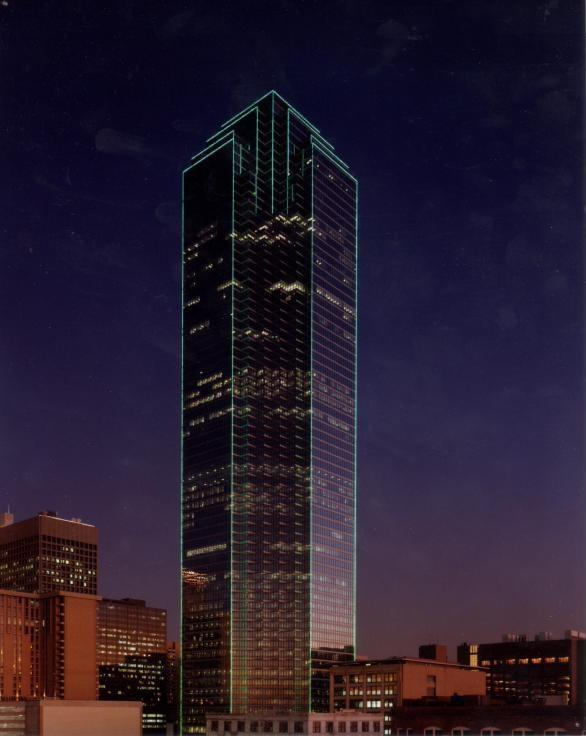
Das Bauwerk bei Nacht